# Ibn al-Farid
ʻUmar ibn ʻAlī Ibn al-Fāriḍ, född 1181 eller 1182, död 1235, var en arabisk poet av utpräglat mystisk riktning, som i sin födelsestad Kairo redan under livstiden hyllades som en helgon.
En samling av hans dikter, Dīwān, verkställdes av hans sonson Ali. Den längsta av hans dikter at-Ta'īja, som i 760 verser behandlar den gudomliga kärleken, har utgetts med tysk versifierad översättning av Joseph von Hammer-Purgstall (1854). En annan av hans mest berömda dikter är al-Chamrīja ("Vinsången"). På svenska finns "Livets vin" (i utdrag ur en svensk tolkning av Axel Fredenholm) i Ord och bild, årg. 63 (1954): nr 5, s. 301-309, och på engelska The mystical poems of Ibn al-Farid (edited by ... A.J. Arberry, 1952).